# 김경중 (장기 기사)
김경중(金敬中, 1970년 5월 23일 ~ )은 대한민국 프로 장기 기사이다.
그의 극단적으로 공격적인 장기 기풍으로 인해 별명으로 전투신(戰鬪神)이 있으며, 장기는 "힘의 균형"이라는 철학을 가지고 있다. 브레인TV를 통해 장기 강좌 방송 프로그램 비급시리즈 《비급초반16수》, 《비급중반전략》, 《비급종반마무리》를 진행한 경력이 있으며, 현재 네이버에서 "장기사랑 아카데미"라는 장기 카페를 운영하고 있다. 또한 2009년 8월 27일부터 한게임 장기에서 장기 칼럼을 연재 하였고, 2017년에는 국내 유일 장기전문 신문 'K스포츠장기'의 편집국장을 역임 하였으며, 2020년 현재 그의 유튜브 채널을 통해 장기 강좌 및 실시간 방송으로 왕성히 활동하고 있다.

## 약력
대전광역시에서 태어났다.
- 1994년 1월 프로 입단 (당시 최연소 입단)
- 1995년 제6회 명인전 준우승, 제10회 천석배 우승
- 1996년 제7회 명인전 우승
- 1997년 제2회 국수전 우승, 제8회 명인전 우승, 제1회 프로 10걸전 우승, 제12회 천석배 준우승
- 1998년 제3회 국수전 우승, 제13회 천석배 우승
- 1999년 제4회 국수전 우승, 제9회 명인전 준우승, 제3회 프로 10걸전 준우승
- 2000년 제10회 명인전 준우승
- 2001년 제11회 명인전 우승
- 2002년 九단 승단 (최연소, 최단기 九단 승단), 제12회 명인전 준우승
- 2003년 제3회 KBS 장기왕전 우승, 대한홍삼배 엠게임 프로리그 1.2.3기 우승 및 통합 챔피언전 우승, 제2회 제주도지사배 전문기사부 준우승
- 2004년 한국장기 최고수전 우승, 제9회 전주시장배 전문기사부 우승, 제1회 한중교류전 준우승
- 2005년 제5회 KBS 장기왕전 우승, 제10회 전주시장배 전문기사부 우승
- 2006년 제1회 총재배 장기 최강자전 우승
- 2007년 제2회 총재배 장기 최강자전 준우승, 제1회 한게임 장기 챔피언스리그 준우승
- 2008년 제1회 이체배 왕위전 준우승
- 2010년 제3회 총재배 장기 최강자전 우승, 한게임 장기 그랑프리 준우승
- 2011년 설날특집 KBS 장기왕전 우승, 제2회 장기 기성전 우승, 제5회 한게임 장기 챔피언스리그 준우승
- 2016년 설날특집 KBS 장기왕전 우승
- 2018년 동령배 준우승

..